# Manic Street Preachers
Manic Street Preachers je velšská rocková skupina, která byla založena roku 1986 a její současnou sestavu tvoří kytarista a zpěvák James Dean Bradfield, baskytarista a textař Nicholas Allen „Wire“ Jones a bubeník Sean Anthony Moore.

## Historie
Do roku 1995 byl členem kapely také Richard James Edwards. 1. února 1995, po vydání nejponuřejší desky The Holy Bible, sebedestruktivní „Richey“ záhadně zmizel a dodnes není známo, kde se nachází a zda je ještě naživu. Zbylá trojice poté vydala melancholické album Everything Must Go a získala s ním dvě BRIT Awards za nejlepší album a kapelu. Totéž si kapela zopakovala s následujícím albem This Is My Truth Tell Me Yours, vlivný hudební časopis Q kapelu mezitím v roce 1998 zvolil Nejlepší současnou kapelou na světě. Následné album Know Your Enemy se opět neslo v raném punkovém a sociálně angažovaném duchu, kapela jej koncertně představila v kubánské Havaně. Opětné nostalgické a elegické zklidnění přinesla deska Lifeblood, na níž se MSP částečně odklonili od kytarového zvuku. Album Send Away the Tigers vrátilo Manics ke stadiónovému hymnickému rocku druhé poloviny 90. let a duet se zpěvačkou Ninou Persson z kapely The Cardigans přinesl kapele ocenění Q Awards za nejlepší píseň roku 2007. V České republice hráli Manics v roce 2002 v Praze, v roce 2010 na festivalu Trutnov Open Air Music Festival a v letech 2012 a 2014 v Lucerně v Praze.

## Diskografie

### Studiová alba
- Generation Terrorists (1992)
- Gold Against the Soul (1993)
- The Holy Bible (1994)
- Everything Must Go (1996)
- This Is My Truth Tell Me Yours (1998)
- Know Your Enemy (2001)
- Lifeblood (2004)
- Send Away the Tigers (2007)
- Journal for Plague Lovers (2009)
- Postcards from a Young Man (2010)
- Rewind the Film (2013)
- Futurology (2014)
- Resistance Is Futile (2018)
- The Ultra Vivid Lament (2021)

### EP
- New Art Riot EP (1990)
- God Save the Manics (2005)

### Kompilace
- Forever Delayed (2002)
- Lipstick Traces (A Secret History of Manic Street Preachers) (2003)
- National Treasures - The Complete Singles (2011)